# 성질 (심리학)
성질(Temperament) 또는 기질(氣質)은 심리학에서 생물학적으로 기반을 두고 학습, 가치 체계 및 태도와는 상대적으로 독립적인 행동의 일관된 개인차를 광범위하게 의미한다.
일부 연구자들은 에너지 측면, 가소성, 특정 강화제에 대한 민감성 및 감정성과 같은 행동의 형식적이고 역동적인 특징과 성질의 연관성을 지적한다. 성질 특성(예: 신경증, 사교성, 충동성 등)은 평생 동안 나타나는 독특한 행동 패턴이지만 어린이에게서 가장 눈에 띄고 가장 많이 연구된다. 아기는 일반적으로 성질에 따라 설명되지만, 1920년대 종단적 연구에서는 성질이 전 생애에 걸쳐 안정적인 것으로 확립되기 시작했다.

## 같이 보기
- 사회인격학
- 5가지 성격 특성 요소
- 혈액형 성격설